# 리오사르

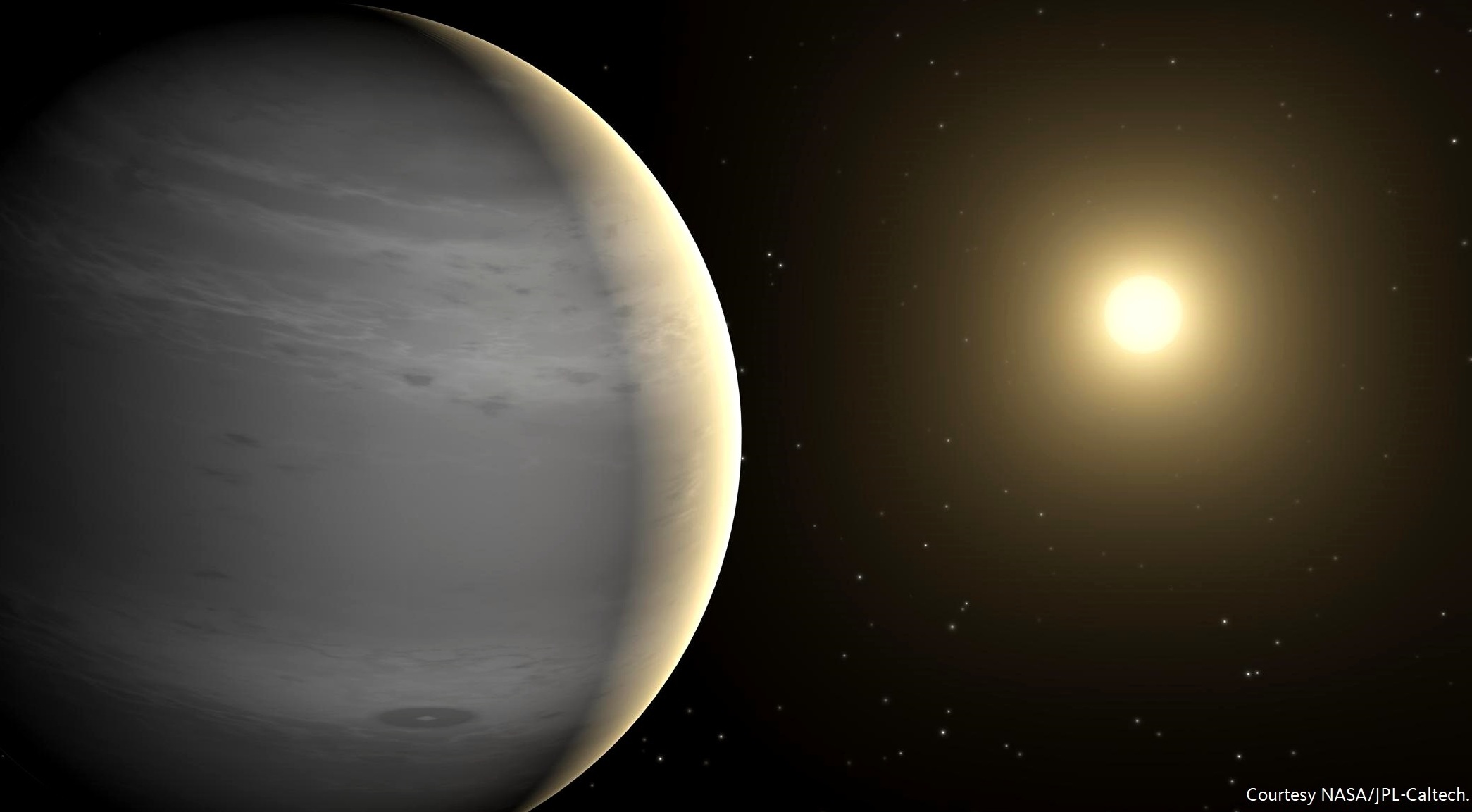

리오사르(Riosar)는 2005년 발견된 외계 행성이다. 이 행성의 최소 질량은 목성의 1.33배로, 궤도경사각이 밝혀지지 않았기 때문에 정확한 질량은 아니다. 공전궤도 반지름은 794만 킬로미터로 항성에 매우 가까이 붙어 있다. 거리 때문에 뜨거운 목성으로 분류할 수 있는데, 공전 궤도는 거의 원에 가깝다. 시선 속도 반진폭은 초당 150미터이다.

## 같이 보기
- HD 109749 b
- HD 150706 b

## 참고 문헌
- (영어) Da Silva 연구진 (2006). “Elodie metallicity-biased search for transiting Hot Jupiters I. Two Hot Jupiters orbiting the slightly evolved stars HD118203 and HD149143”. 《Astron. & Astrophys.》 446: 717–722.
- (영어) Fischer 연구진 (2006). “The N2K Consortium. III. Short-Period Planets Orbiting HD 149143 and HD 109749”. 《The Astrophysical Journal》 637 (2): 1094–1101. doi:10.1086/498557.[깨진 링크(과거 내용 찾기)]